# Dolní Roveň
Dolní Roveň település Csehországban, a Pardubicei járásban. Dolní Roveň Moravany, Holice, Dašice, Ostřetín, Uhersko, Dolní Ředice, Trusnov és Horní Ředice településekkel határos. Lakosainak száma 2116 fő (2024. január 1.).

## Népesség
A település lakosságának változását az alábbi diagram mutatja:
| Lakosok száma | 2500 | 2694 | 2703 | 2250 | 1978 | 1858 | 2002 | 2033 | 2064 | 2116 |
|               | 1869 | 1890 | 1921 | 1950 | 1980 | 2001 | 2017 | 2019 | 2022 | 2024 |